# Aeolacris caternaultii
Espèce
Synonymes
- Xiphicera caternaultii Feisthamel, 1837
- Aeolacris caternaulti (Feisthamel, 1837)

Aeolacris caternaultii est une espèce d'insectes orthoptères de la famille des Romaleidae.

## Distribution
Cette espèce est endémique de Guyane.
Elle se rencontre dans la forêt tropicale.

## Systématique et taxinomie
Cette espèce a été décrite sous le protonyme Xiphicera caternaultii par l'entomologiste Joachim François Philibert Feisthamel en 1837.

## Étymologie
Cette espèce est nommée en l'honneur de Louis-Philippe Caternault, adjudant-major au bataillon de Cayenne, qui est le découvreur de l'holotype. Celui-ci est déposé au Muséum national d'histoire naturelle.

## Galerie

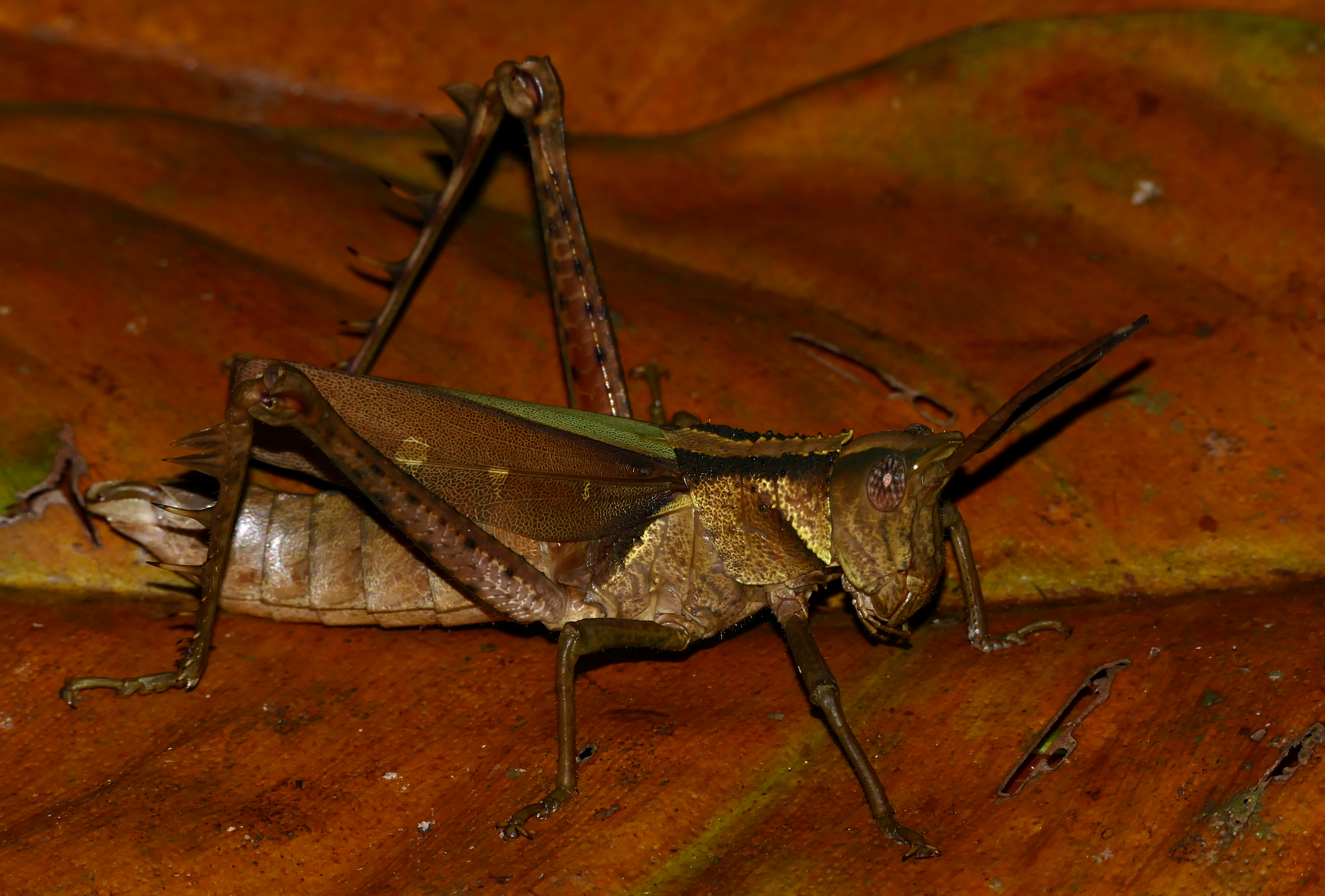
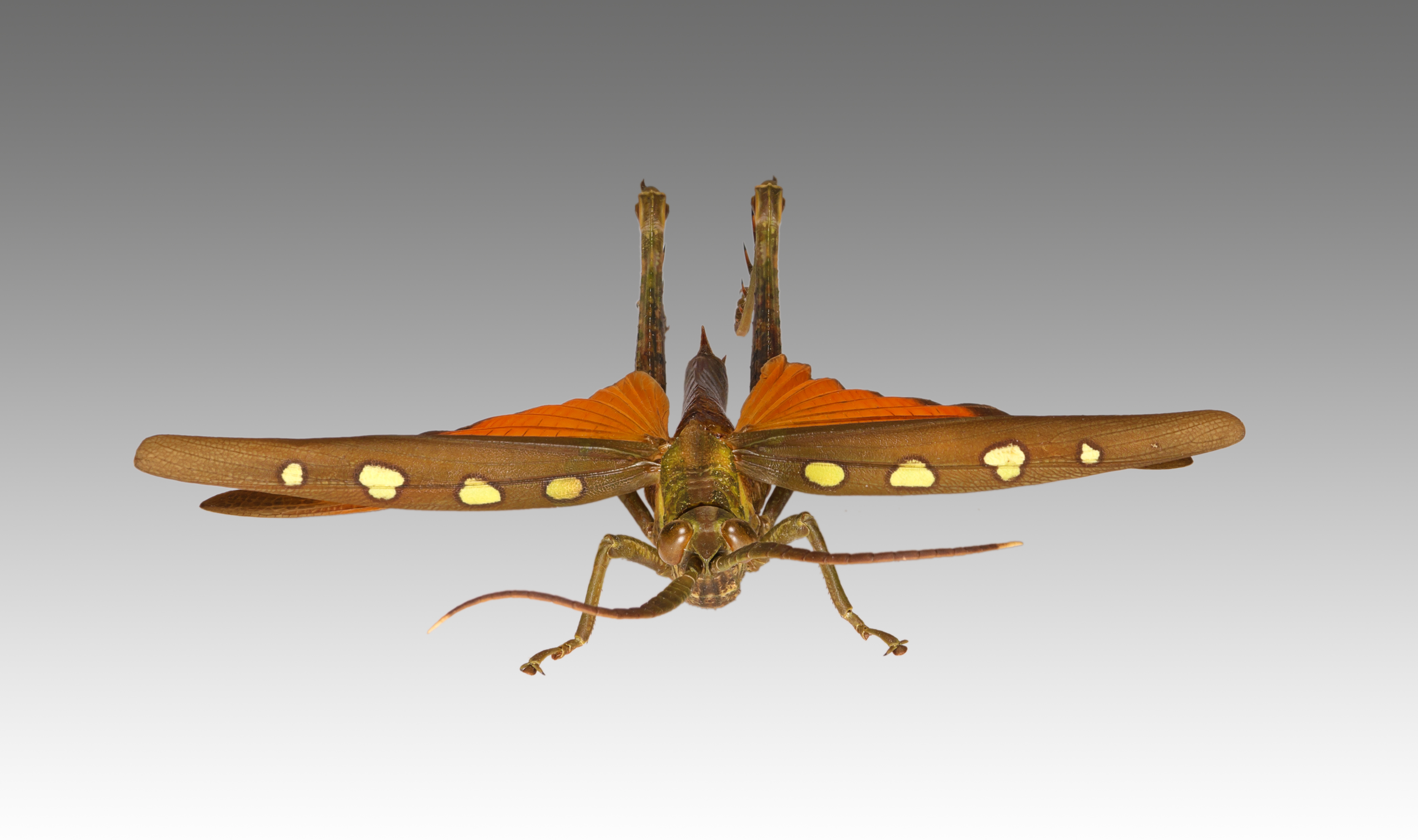
Mâle du muséum de Toulouse
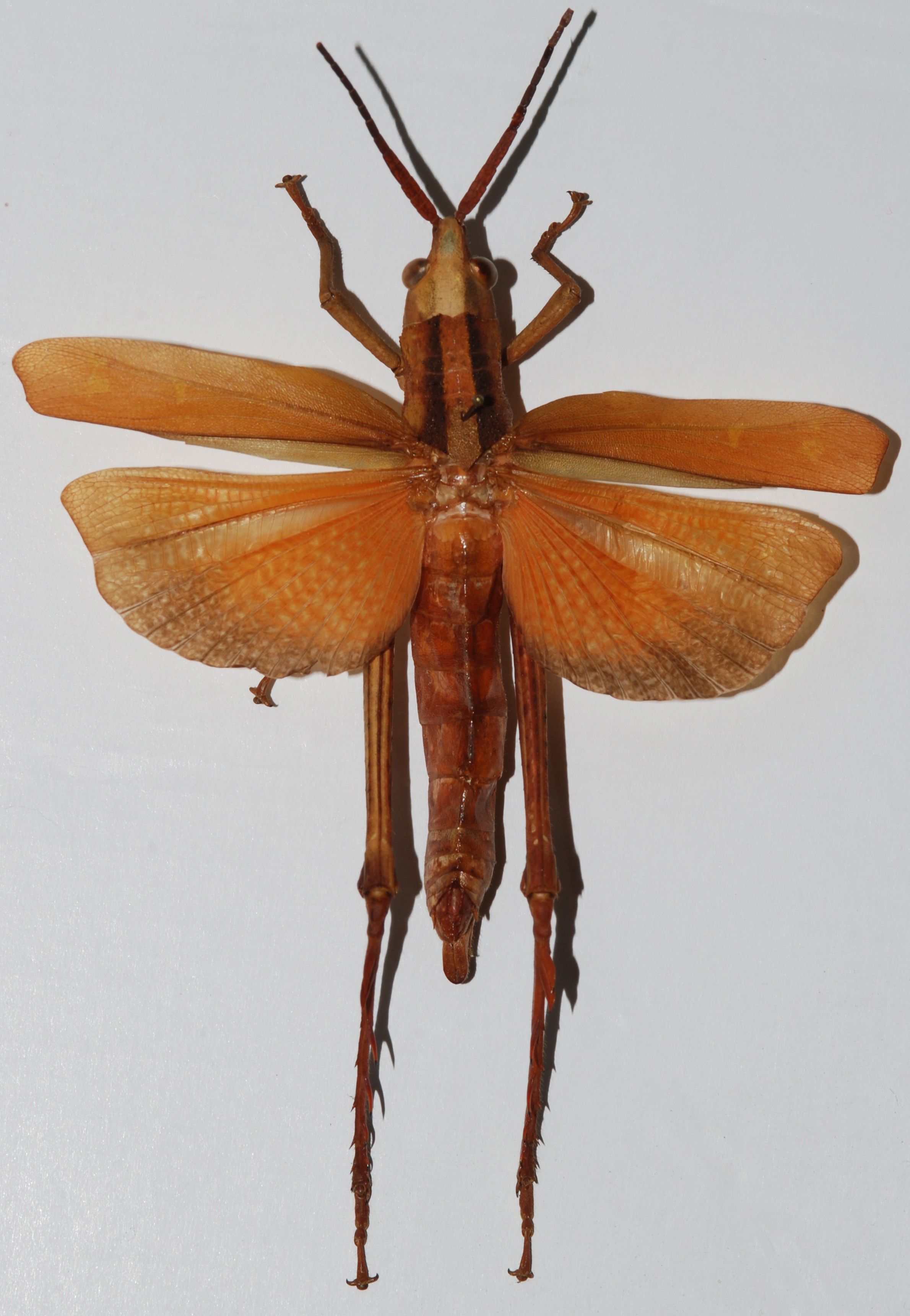
Femelle
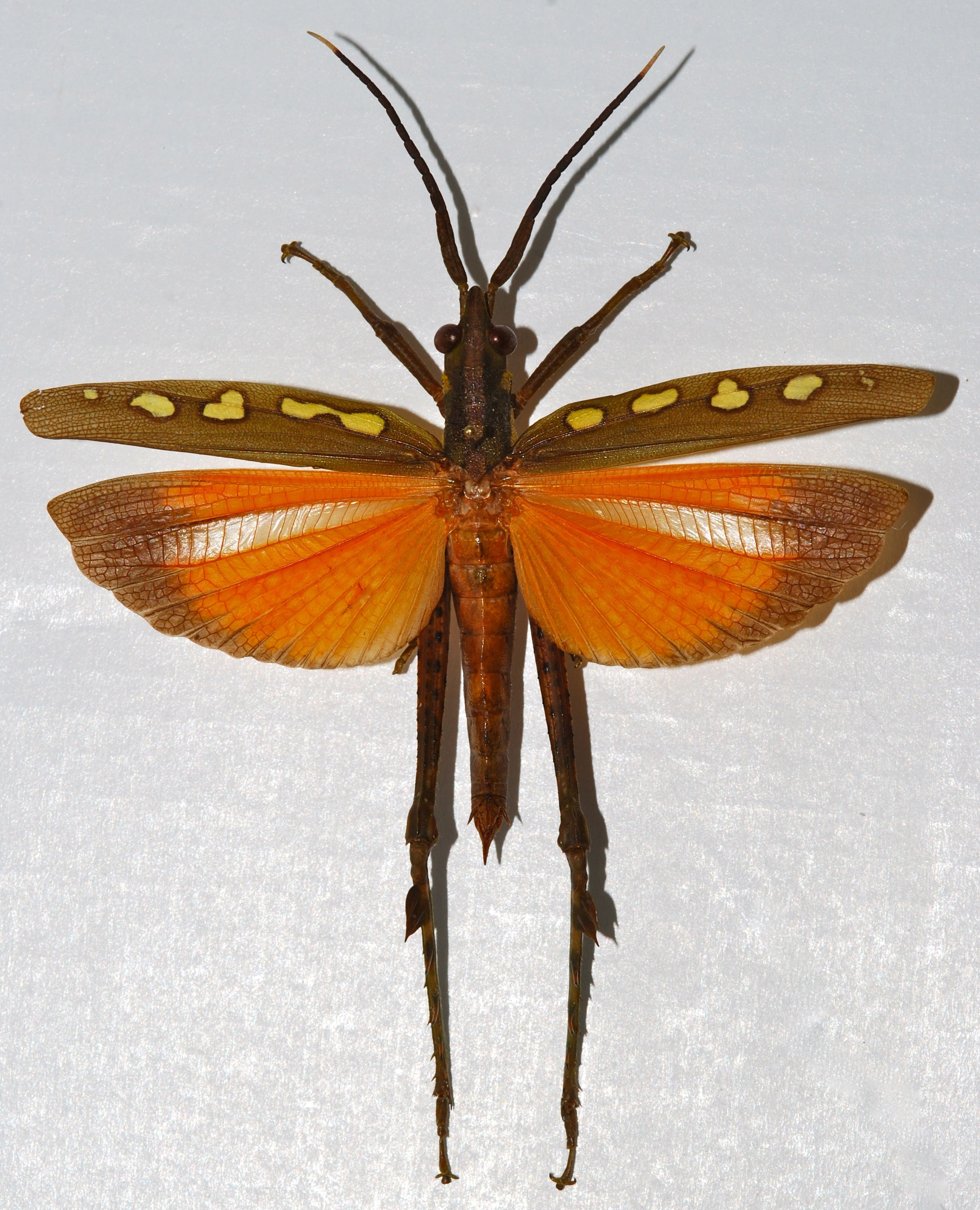
Mâle
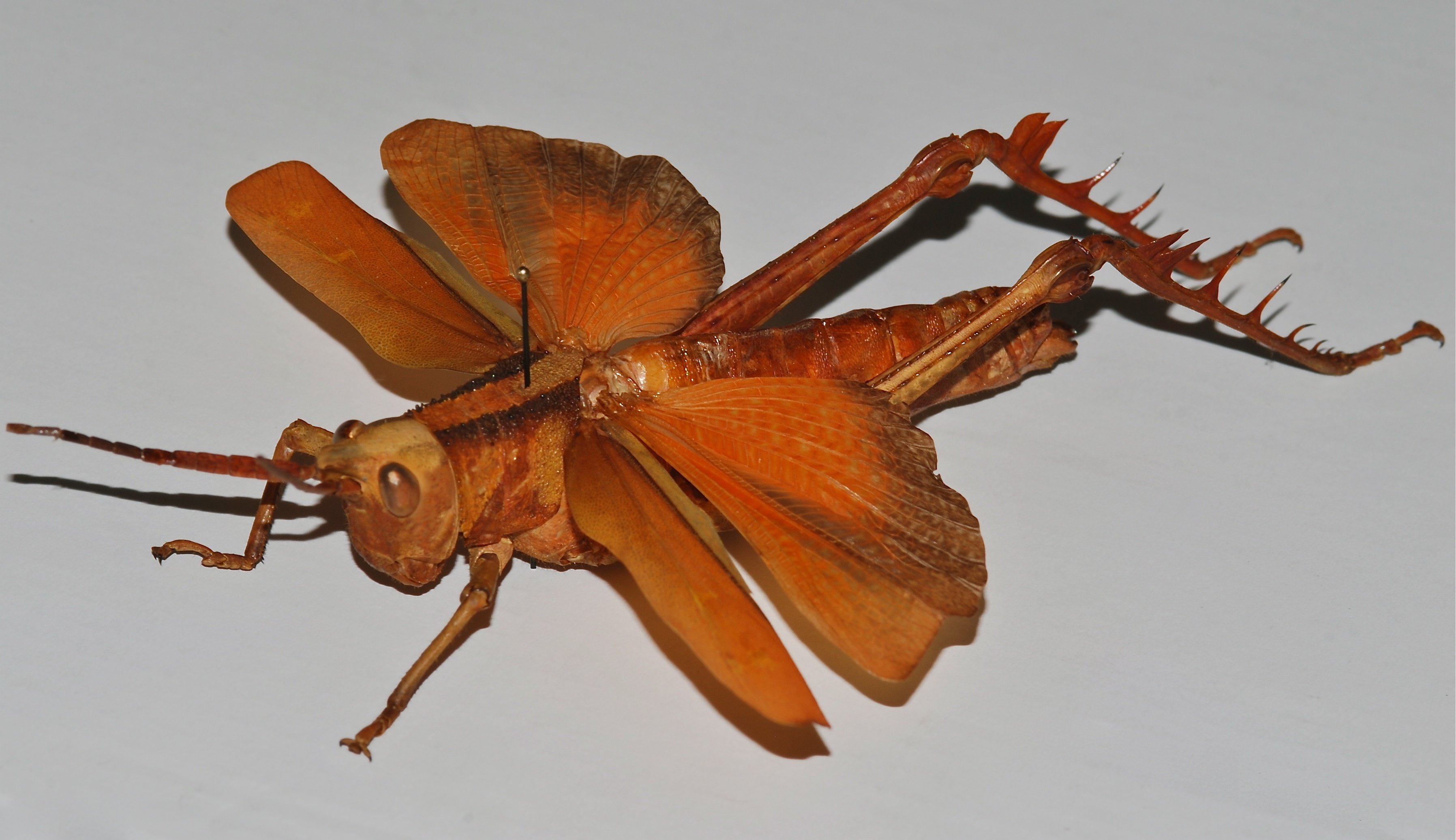
Femelle
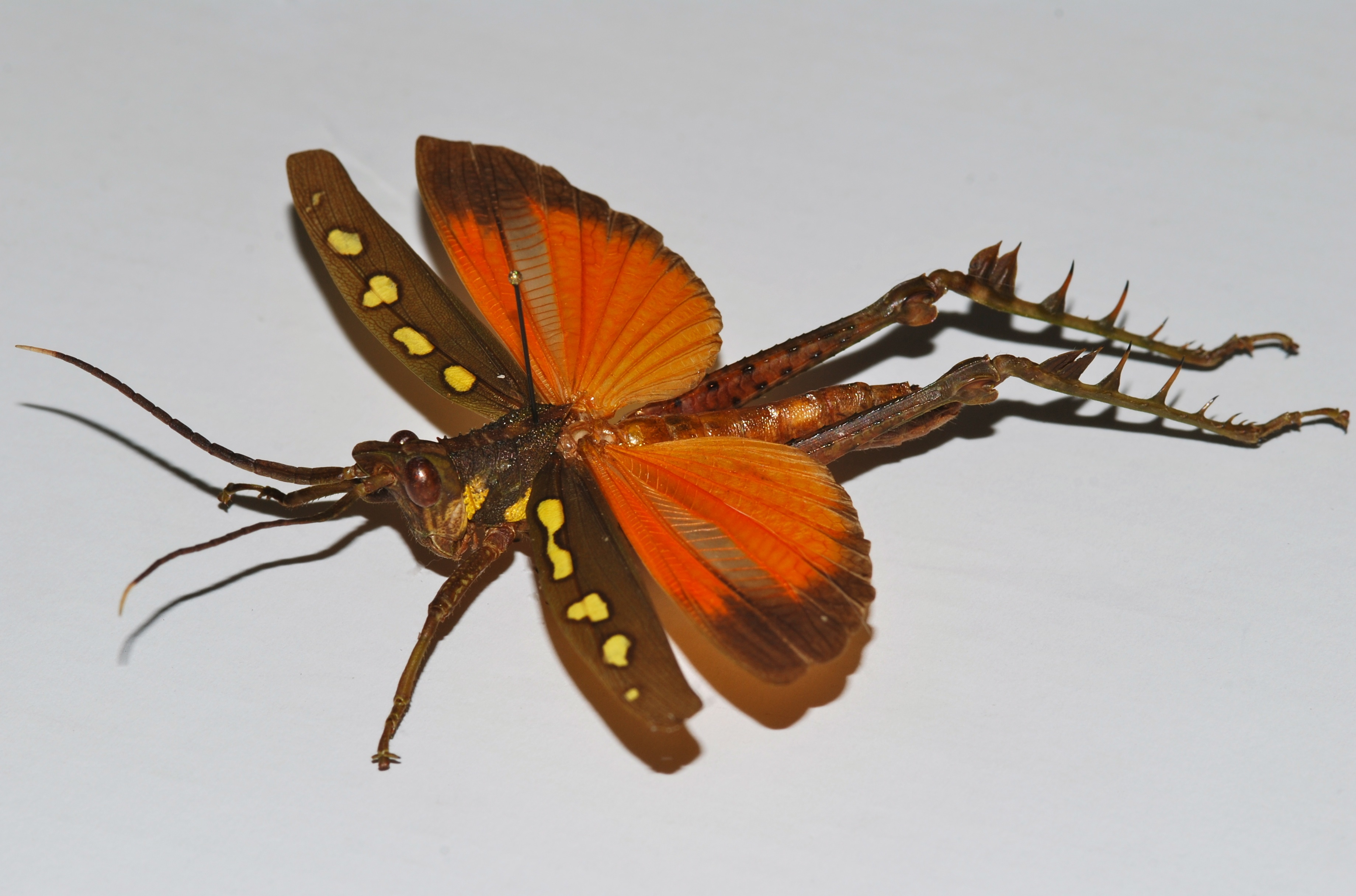
Mâle

## Publication originale
- Feisthamel, 1837 : X. de Caternault, X. caternaultii, Feisthamel. Magasin de Zoologie, vol. 7, p. 1-2 (texte intégral).